# Pokémon : Arceus et le Joyau de vie
Pokémon : Arceus et le Joyau de vie (Arceus and the Jewel of Life) connu sous le nom de Pocket Monsters Diamond & Pearl the Movie: Arceus: To the Conquering of Space-Time (劇場版ポケットモンスター ダイヤモンド&パール アルセウス 超克の時空へ, Gekijōban Poketto Monsutā Daiyamondo ando Pāru: Aruseusu Chōkoku no Jikū e) au Japon est le 12e film de la saga Pokémon. Il est sorti le 18 juillet 2009 au cinéma et le 18 décembre de la même année en DVD au Japon. Il a été diffusé le 20 novembre 2009 aux États-Unis, pour une sortie DVD le 1er février 2011. Il fut diffusé à la télévision le 3 décembre 2009 en France, et sorti le 11 décembre 2009 en DVD, soit une semaine avant le Japon.

## Synopsis
Ce film met en avant pour la première fois à l'écran le Pokémon fabuleux Arceus, qui serait à l'origine du monde.
On y voit réapparaître les autres Pokémon légendaires Dialga (le temps), Palkia (l'espace) et Giratina (les dimensions), déjà apparus dans les films 10 et 11. Un Pichu un peu spécial (avec une oreille crantée) fera également son apparition, ainsi que les 3 starters de Johto : Germignon, Héricendre et Kaiminus. 
Arceus a autrefois aidé le peuple de Michina en lui confiant une partie de ses pouvoirs sous la forme du Joyau de Vie. Mais au moment de rendre à leur bienfaiteur ce qui lui appartient, les habitants décident de trahir Arceus. Arceus décide alors de revenir se venger et de détruire le monde entier ! La terrible prophétie est aujourd'hui sur le point de se réaliser, alors que Sacha et ses amis sont de passage à Michina… Grâce à l'aide de Dialga, et accompagnés de leur nouvelle amie Sheena, ils vont voyager dans le temps pour corriger les erreurs du passé. Un superbe commencement avec un affrontement entre Palkia et Dialga .

## Fiche technique
- Production Française
- Production : Sun Studio A/S
- Directeur Artistique : Jean-Marc Delhausse
- Adaptation Française : Alexandre Gibert (Dameifel)
- Version Française de la chanson "Battle Cry-Stand Up" Interprétée par = Mélanie Dermont
- Version Française de la chanson "If We Only Learn" Interprétée par  = Maxime Donnay
- Version Française de la chanson "This is a Beautiful World" Interprétée par = Luc de Wacter
- Version Française de la chanson "I'll Always Remember You" Interprétée par = Nathalie Stas

## Distribution

### Version française
- Aurélien Ringelheim: Sacha
- Alexandra Corréa : Aurore
- Antoni Lo Presti : Pierre
- Catherine Conet : Jessie
- David Manet : James
- Philippe Tasquin : Miaouss
- Benoît Grimmiaux : Arceus
- Marc Weiss : Kevin
- Maïa Baran : Sheena
- Martin Spinhayer : Damos
- Romain Barbieux : Marcus
- Jean-Paul Landresse : Gardien de la prison
- Michel Hinderyckx : Narrateur, voix de Pokémon
- Fabienne Loriaux : Kiko, Voix de Pokémon
- Delphine Chauvier : Kato, Voix de Pokémon
- Frédéric Clou : Voix de Pokémon
- Jean-Marc Delhausse : Voix de Pokémon
- Guylaine Gibert : Voix de Pokémon

## Commentaires
- Le lieu de l'action est inspiré de la Grèce Antique. Le réalisateur du film et les producteurs sont allés en Grèce en août 2008 pour s'inspirer des lieux du pays. Parmi les endroits qu'ils ont visité, il y a l'Acropole, Mycènes et Delphes.
- C'est la première fois que Sacha voyage dans le temps.